# Bonny B.
Pour les articles homonymes, voir Bonny.
 (juin 2011).
Si vous disposez d'ouvrages ou d'articles de référence ou si vous connaissez des sites web de qualité traitant du thème abordé ici, merci de compléter l'article en donnant les références utiles à sa vérifiabilité et en les liant à la section « Notes et références ».
Bonny B., né Su Pheaktra Bonnyface Chanmongkhon à Pôsat (Cambodge) le 20 juillet 1974, est un chanteur, harmoniciste, réalisateur et guitariste de cigar box guitar de blues et de gospel, recordman du monde du marathon d'harmonica pendant 24 heures sans interruption dans le Livre Guinness des records.

## Biographie

### Voyage vers la Suisse
Bonny B. a vu le jour le 20 juillet 1974 au Cambodge. À l'âge de quatre ans, poursuivis par les Khmers, lui et sa famille se réfugient en Thaïlande. Avec l'aide de sœurs catholiques, toute la famille débarque à Fribourg (Suisse) et y obtient l'asile politique en 1979.
De 1988 à 1991, alors qu'il est à l'école secondaire, il commence à prendre goût à l'harmonica et à la country music. « Un jour, l'école organise une journée d'animation, ils ont engagé deux bluesmen dont un jouait de l'harmonica; le blues est venu comme ça. Mon premier CD était John Lee Hooker, puis Muddy Waters et Little Walter, Jimmy Reed, Otis Rush, puis tous les vieux bluesmen noirs des années 50 ».
Bonny suit de 1992 à 1995 une formation de pâtissier-confiseur, activité qui lui permettra de subvenir à ses besoins, mais la musique prend une place de plus en plus grande dans sa vie.

### Premières formations
En 1992, il forme un premier groupe nommé Bonny B. and the Spirit of Blues, puis Born To Blues en 1994, Bonny B. Blues Band en 1996 et Bonny B. Band en 1998. En parallèle, il joue également en duo avec son petit frère Michel à la guitare. Avec ces différentes formations il joue de 50 à 100 concerts par année, en Suisse comme à l'étranger.
En mai 1998, Bonny décide de partir à Chicago à la quête du blues: « il fallait que je me rende sur place, comme en pèlerinage ». À court d'argent, il joue dans les bars et les rues de Chicago pour payer son billet de retour.
En 2007, Bonny B. fait une tournée nommée James Brown Tour en l'honneur de la légende du blues. En 2011, il tourne avec la première édition du Blues Legend Tour avec Finis Tasby, Bob Margolin, Dave Riley et Bob Stroger.

### Albums studio
C'est en 1999 que Bonny décide d'enregistrer un album. Il s'associe avec son vieux complice, le batteur Sal Lombardo, ainsi qu'avec le guitariste Laurent Poget. Cette collaboration débouchera sur l'album CAMBODIA qui sort en Suisse en mars 2000, puis en mars 2001 en Europe (label DixieFrog) sous le nom de Something's wrong. On le retrouve aussi dans plusieurs compilations de blues (notamment "Levis, Blues compilation 2002").
Il sort son deuxième album If this is life en mars 2003 et signe avec son sponsor Hohner Harmonica.
Au printemps 2005, son troisième album "I got the blues" sort sous les labels DixieFrog et Disque Office.
Le premier album CAMBODIA (Something's wrong) sort aux États-Unis et au Canada en 2005 avec le label DixieFrog.
Bonny B. enregistre, au mois de mars 2010, son 8e album qui est produit en collaboration avec Bob Margolin.
Mars 2017 il sort son nouvel album : Bonny B. & the Jukes avec des invités prestigieux comme James Wheeler, John Primer, Bob Margolin, Bob Stroger, Deak Harp. avec treize chansons. Une reprise de '' Ne me quitte pas '' de Jacques Brel version blues.
En décembre 2020, Il enregistre avec son frère Ice B. et sort trois albums sous le titre de Chicago sessions.
En 2021, il sort son nouvel album sous le signe de Freedom pour sensibiliser le monde pour rester positif pendant la pandémie du Corona virus.
En 2023, il sort son 17ème opus qui s’intitule Peace pour un message de paix dans le monde. Signé sous le label indépendant MCCD Record.

### Des cours, puis des clubs, des écoles, radio et réalisateur
En 1994, Bonny B. ouvre une école d'harmonica et de chant. Parallèlement à son parcours, il décide de faire découvrir le blues dans les écoles publiques, secondaires et collèges dans toute la Suisse romande, dans le cadre de concerts pédagogiques sur l'histoire et l'évolution du blues.
Il forme son premier chœur de gospel, le Fri-Gospel Singers, et organise des stages de chant Gospel à Giez. Bonny B. est engagé comme enseignant d'harmonica Blues à l'école ETM à Genève et comme responsable des workshops pour Hohner Harmonica dans tous les magasins de musique de Suisse.
En 2007 et 2010, Bonny B. ouvre deux Blues Club à Fribourg et Giez, en collaboration avec Fabienne Decker. Il y crée également un festival de Blues du 10 au 12 septembre de la même année.
Bonny B. projette d'ouvrir une école au Cambodge pour les enfants déshérités en 2007. Financée par la vente de son dernier album et par des concerts de soutien. La somme de 35 000 CHF est récoltée pour mener à bien le projet. Il crée en 2011 son premier Festival Phayoun à Fribourg, programmant plus de 50 artistes afin récolter des fonds pour maintenir son école au Cambodge.
En septembre 2014 Bonny B. créer sa propre chaine de radio '' Blues Legends Radio '' sur son site internet. Il réalise des reportages blues avec des artistes du moment et des enfants.
Le 28 février 2015 Bonny B. réussit un troisième record du monde de l'harmonica avec le plus long riff de blues du monde qui pendant 1 h 1 min avec le même riff à 4 notes. Ce record a été contrôlé par un le notaire et avocat Gregoire Piller.
Juin 2015 il réalise lui-même ses vidéos pour sa chaîne de Blues Tv avec des vidéos insolites, dont on le retrouve pour des interviews de blues, des lives sessions dans la nature sauvage, ses concerts, ses tutoriels etc.
En décembre 2017, Le bluesman sort son premier film en tant que réalisateur. Un film-documentaire « Le rêve de Phayoun » qui parle de son père et du parcours de sa famille pendant la guerre de khmère rouge.
Ce film montre aussi l’école Phayoun construit par Bonny B. avec l’aide de donateurs en Suisse.
En mars 2017, Bonny B. & the Jukes sort son quatorzième albums. Il enregistre ses compositions personnelles au studio MCCD Records à Marly chez son frère Ice B. La collaboration de John Primer, Bob Margolin, Bob Stroger, James Wheeler et de Deak Harp donne une couleur du blues black américaine.
En janvier 2018, le bluesman trouve une passion et du temps pour réaliser son premier film. Il décide de le projeter uniquement dans son blues club de Fribourg.
Juin 2018, Bonny B. reçoit sa naturalisation et devient un citoyen Suisse. Et décide de rendre hommage à sa ville natale en réalisant son prochain film sur le blues à Fribourg qui s'intitulera : Fribourg à le blues.
Avril 2020, Bonny B enregistre son 16ème album pendant le confinement. 12 titres qu'il a composé pour sensibiliser à garder la liberté pendant la pandémie du Corona virus. L'album est sous le titre de FREEDOM.
Février 2021, Sortit de son nouvel album Freedom.
Pendant le confinement du mois de mars 2021, Bonny B décide de créer sa propre chaîne avec Blues TV. Il propose une émission hebdomadaire qui s’intitule Monday Blues TV.

## Records
Le 1er mars 2009, Bonny B. devient le seul harmoniciste au monde à jouer de l'harmonica pendant 24 heures sans interruption pour le Guinness World Records, à Fribourg.
Le 1er mars 2014, Bonny B. devient le seul musicien au monde à avoir joué le morceau « Everyday I have the blues » de Pinetop Sparks, durant 4 heures sans interruption.
Le 28 février 2015, Bonny B. interprète le plus long blues riff de tous les temps avec son harmonica en Do, 4 notes par temps. Durant 1 h 1 min devant un notaire officiel.

## Discographie
- 2001 : Bonny B. Band CAMBODIA (ou Something's wrong)
- 2001 : Bonny B. Band Compilation Blues (Dixiefrog Paris)
- 2003 : Bonny B. Band If This Is Life
- 2004 : Bonny B. & Ice B. - Blow Wind Blow
- 2004 : Bonny B. & Ice B. - Blues men
- 2004 : Bonny B. & Ice B. - I Can't Be Satisfied
- 2005 : Bonny B. Band I Got The Blues
- 2007 : Bonny B. Brown & His Power Band - Live!
- 2010 : Bonny B. Back To The Rock Bottom produit par Bob Margolin
- 2011 : Bonny B. LIVE at the Blues club Fribourg
- 2012 : Bonny B. & Dave Riley LIVE at the Blues club Fribourg
- 2013 : Bonny B. & Rip Lee Pryor LIVE at the Blues club Fribourg
- 2014 : Bonny B. & Friends - Bob stroger / James Wheeler
- 2017 : Bonny B. & The Jukes - MCCD Production
- 2020 : Bonny B. & Ice B. - Chicago Sessions - MCCD Production
- 2021 : Bonny B. & The Jukes - Freedom - MCCD Production
- 2023 : Bonny B. & The Jukes - Peace - MCCD Production